# Luciliinae
Luciliinae — підродина двокрилих комах родини Каліфориди (Calliphoridae). Мухи зеленого, синього або бронзового забарвлення.

## Роди
- Dyscritomyia
- Hemipyrellia
- Hypopygiopsis
- Lucilia

| Ентомологія | Це незавершена стаття з ентомології. Ви можете допомогти проєкту, виправивши або дописавши її. |